# 안덕고등학교
안덕고등학교(安德高等學校)는 경상북도 청송군 안덕면 명당리에 있었던 공립 고등학교이다.

## 학교 연혁
- 1972년 12월 21일 : 안덕상업고등학교 병설 인가(3학급)
- 1973년 3월 5일 : 안덕상업고등학교 제1회 입학식
- 1975년 3월 1일 : 안덕고등학교로 교명 변경 및 학급증설 인가(6학급)
- 1976년 1월 10일 : 안덕상업고등학교 제1회 졸업(49명)
- 2011년 11월 18일 : 다목적교실 모란관 개관
- 2013년 3월 1일 : 제25대 김종태 교장 취임
- 2014년 2월 12일 : 고등학교 제39회(24명) 졸업, 졸업생 총 수 2,578명
- 2014년 3월 3일 : 2014학년도 입학식 고등학교 14명 입학
- 2016년 2월 29일 : 현서고등학교와 통합으로 인해 폐교[1], 43년만에 폐업

## 참고 자료
- 안덕고등학교 - 한국교육학술정보원 학교알리미